# Eugenia mandioccensis
Eugenia mandioccensis är en myrtenväxtart som beskrevs av Otto Karl Berg. Eugenia mandioccensis ingår i släktet Eugenia och familjen myrtenväxter. Inga underarter finns listade i Catalogue of Life.